# Österreichisches Programm für umweltgerechte Landwirtschaft
Das Österreichische Programm für umweltgerechte Landwirtschaft (ÖPUL) ist eine breitangelegte agrarpolitische Fördermaßnahme der Umweltpolitik und Landschaftsplanung in Österreich. Das Programm läuft seit 1995.

## Grundlagen
ÖPUL ist eine der zentralen raumordnungspolitische Maßnahmen für die Entwicklung ländlicher Räume auf der Ebene des Bundes. Dabei wird auch auf EU-Förderungen zur Regionalentwicklung zurückgegriffen, insbesondere des Europäischen Fonds für Regionalentwicklung (EFRE).
Im Burgenland, einer der strukturschwächeren Regionen Österreichs, ist die Regelung beispielsweise so, dass 75 % der Fördergelder von der EU, 15 % von der Republik Österreich (also vom Bund) und 10 % vom Land Burgenland beigesteuert werden. In den strukturkräftigen Regionen ist der EU-Anteil niedriger.
Hinter dem Programm steckt die Idee, nicht den Grundeigentümern, sondern den Bewirtschaftern landwirtschaftlich genutzter Flächen (meist Landwirten) finanzielle Unterstützung zukommen zu lassen, wenn sie durch ihre Wirtschaftsweise mithelfen, dem Natur- und Umweltschutz Rechnung zu tragen. So gibt es z. B. Förderungen für den Verzicht auf ertragssteigernde Betriebsmittel (Grundwasserschutz), das Mähen von Steilflächen oder Almen (Lawinenschutz), für das Erhalten seltener Nutztierrassen und Kulturpflanzen, für das Belassen naturnaher Ackerbegleitstreifen (als Biotop).
2000 nahmen beispielsweise rund 152.000 Betriebe an den Agrarumweltprogrammen (seinerzeit ÖPUL 95 oder ÖPUL 98) teil, das waren drei Viertel aller Betriebe, 85 % der landwirtschaftlichen Nutzfläche waren in ÖPUL-Maßnahmen einbezogen.

## Kritik der EU-Kommission im August 2014
Das 1,1 Milliarden schwere Programm für die ländliche Entwicklung stand Mitte 2014 in Kritik der Europäischen Kommission. Sie kritisierte unter anderem, dass das Ministerium unter Rupprechter der EU zu wenige Informationen zur strategischen Umweltprüfung übermittelt hat – das bedeutet, dass die Mitfinanzierung von Projekten der ländlichen Entwicklung durch den EU-Landwirtschaftsfonds (ELER) nicht zugesagt werden konnte. Die Kritik ging auch ganz detailliert auf einzelne geplante Förderungen ein, und auch auf die Formulierung der Förderungsvoraussetzungen. Gravierend erscheint die grundsätzliche Kritik. Eine Stellungnahme zum bisherigen Umwelt-Engagement in der Regional- und Landwirtschaftspolitik lautet: „Das österreichische Programm für die Entwicklung des ländlichen Raums ist eines der ländlichen Entwicklungsprogramme mit den höchsten Ausgaben für Umwelt- und klimapolitische Prioritäten,“ aber auch „es lässt sich nur schwer nachvollziehen, warum eine kontinuierlich hohe finanzielle Förderung für den Umweltbereich (wie sie seit mehreren Programmplanungszeiträumen praktiziert wird) und eine hohe Inanspruchnahme seitens der Landwirte zu keiner konkreten Verbesserung der Umweltqualität führt. Es stellt sich die Frage, ob die Gestaltung der Maßnahmen dem Anforderungsgrad angemessen ist und ob die Maßnahmen effizient genug sind.“ Beispielsweise hat der Agrarumweltindikator High Nature Value Farmland (HNV, Agrarland mit hohem Naturwert), der etwa bei 25 % der Agrarfläche liegt, von 2007 bis 2013 um gut 70.000 ha abgenommen, und zwar stärker als die Gesamtagrarfläche insgesamt. Der Verdacht der EU war nach Presseberichten: Es würden unter dem Titel Umweltschutz Förderungen ausgeschüttet, die kaum umweltrelevant sind. Gleichzeitig wurden auch die Statistiken über den Umfang angezweifelt: Österreich meldete beispielsweise im Jahr 2010 353.100 Hektar als ökologisch bewirtschaftet und weitere 48.010 Hektar als Flächen in Umstellung von konventionell auf ökologisch. Eine SWOT-Analyse, die Österreichs Stärken, Schwächen, Chancen und Bedrohungen untersucht, wies aber für das Jahr 2012 schon 533.230 Hektar Bio-Fläche aus. Danach würde Österreich die Erfolge des Programmes herunterspielen, um weiter Förderungen auszuschütten.